# 三銃士 (1953年の映画)
『三銃士』（さんじゅうし、Les Trois Mousquetaires）は、1953年のフランスの映画。アレクサンドル・デュマによる小説『三銃士』を映画化した作品。監督はアンドレ・ユヌベル。出演はジョルジュ・マルシャルなど。

## キャスト
| 役名                     | 俳優                   | 日本語吹替 |
| ------------------------ | ---------------------- | ---------- |
| ダルタニアン             | ジョルジュ・マルシャル | 仲村秀生   |
| ミレディ・ド・ウィンター | イヴォンヌ・サンソン   | 水城蘭子   |
| アトス                   | ジャン・マルティネッリ | 加藤精三   |
| ポルトス                 | ジーノ・チェルヴィ     | 西桂太     |
| プランシェ               | ブールヴィル           |            |
| アラミス                 | ジャック・フランソワ   | 山田康雄   |
| コンスタンス・ボナシュー | ダニエル・ゴデ         | 松島みどり |

※日本語吹替：テレビ版・放送日1966年8月30日『テレビ名画座』15:15-17:00 他